# Castelgrimaldo
Castelgrimaldo  è una frazione dei comuni  di Volta Mantovana e di Cavriana, in provincia di Mantova.

## Storia
Il territorio è stato interessato in età romana dalla centuriazione legata al tracciato della via Postumia e il ritrovamento di piccoli oggetti in bronzo, di tegole e materiali edilizi e di sepolture ne testimonia la frequentazione. Il toponimo sembra derivare dall'antroponimo longobardo Grimoaldus, ma è attestato solo a partire dal XV secolo.

## Monumenti e luoghi di interesse
La chiesa, dedicata a sant'Antonio abate, era parrocchia nel 1544 e nel 1569 al parroco fu affidato il beneficio dell'oratorio della Possenta di Ceresara, con l'obbligo di celebrarvi la messa la domenica. La chiesa venne danneggiata nel 1705, in occasione del coinvolgimento del ducato di Mantova nella guerra di successione spagnola e fu ricostruita nel 1724 dall'architetto Giovan Maria Borsotto. In quest'epoca vi erano annessi una casa parrocchiale sul lato nord, un battistero quadrangolare presso l'abside e il cimitero.  Nel XIX secolo fu dedicata a san Pietro apostolo e il cimitero venne sostituito da una piazza. In seguito vi furono aggiunte cappelle sui due lati, fu eliminata la casa parrocchiale e il battistero venne ricostruito a pianta poligonale.
Nel borgo si trova anche la villa Provasoli Ghirardini, al centro di un vasto possedimento terriero, di proprietà della famiglia dei marchesi Valenti Gonzaga nel Settecento. L'edificio si articolava in una corte centrale circondata da costruzioni sui tre lati: casa padronale sul lato sud e strutture della masseria. Nel secolo successivo, passata in proprietà Borselli, fu in parte adibito a filanda per la lavorazione della seta.